# Cesarzowa i wojownicy
Cesarzowa i wojownicy (oryg. 江山美人 Kong saan mei yan) – film z 2008 roku, w reżyserii Chinga Siu-tunga.

## Fabuła
Akcja toczy się w starożytnych Chinach. Kraj podzielony na wiele królestw jest w ciągłej wojnie. Gdy król kraju Yan zostaje ciężko raniony, przekazuje dowodzenie i tron swemu zaufanemu generałowi. To mocny cios dla ambitnego i mściwego siostrzeńca króla. Postanawia więc zabić monarchę, licząc na to, że przejmie po nim władzę. Ku jego zdziwieniu generałowie ogłaszają nową następczynię, córkę króla - księżniczkę Feier. Dziewczyna zgadza się na sprawowanie władzy i dowodzenie armią. Nie wie jednak, że przez to staje się kolejnym celem mściwego siostrzeńca. Gdy nasłani przez niego mordercy ciężko ranią księżniczkę, ratuje ją tajemniczy mnich – rycerz Duan Lanquan. Ratując jej życie, daje jej także miłość. 

## Obsada
- Donnie Yen jako Muyong Xuehu
- Harashima Daichi jako młody Muyong Xuehu
- Kelly Chen jako Yan Fei’er
- Yang Yiyi jako młoda Yan Fei’er
- Leon Lai jako Duan Lanquan
- Guo Xiaodong jako Hu Ba
- Kou Zhenhai jako Teng Bochang
- Liu Weihua jako król Yan
- Zhang Shan jako król Zhao
- Chen Zhihui jako Diao Erbao
- Yan Jie jako książę Zhao
- Zhou Zhonghe jako kapłan